# ミシガン州知事
ミシガン州知事（Governor of Michigan）は、アメリカ合衆国のミシガン州の州知事である。以下の一覧では、ミシガン準州時代の知事についても列挙する。

## 一覧

### ミシガン準州知事
| 氏名                           | 就任           | 退任           |
| ------------------------------ | -------------- | -------------- |
| ウィリアム・ハル               | 1805年3月1日   | 1813年10月29日 |
| ルイス・カス                   | 1813年10月29日 | 1831年8月6日   |
| ジョージ・ブライアン・ポーター | 1831年8月6日   | 1834年7月6日   |
| スティーヴンス・メイソン       | 1834年7月6日   | 1835年9月19日  |
| ジョン・S・ホーナー            | 1835年9月19日  | 1836年7月3日   |

### ミシガン州知事
| No. | 氏名                               | 就任          | 退任          | 政党       |
| --- | ---------------------------------- | ------------- | ------------- | ---------- |
| 1   | スティーヴンス・メイソン           | 1835年11月3日 | 1840年1月7日  | 民主党     |
| 2   | ウィリアム・ウッドブリッジ         | 1840年1月7日  | 1841年2月23日 | ホイッグ党 |
| 3   | ジェームズ・ライト・ゴードン       | 1841年2月23日 | 1842年1月3日  | ホイッグ党 |
| 4   | ジョン・S・バリー                  | 1842年1月3日  | 1846年1月5日  | 民主党     |
| 5   | アルフューズ・フェルチ             | 1846年1月5日  | 1847年3月3日  | 民主党     |
| 6   | ウィリアム・L・グリーンリー        | 1847年3月4日  | 1848年1月3日  | 民主党     |
| 7   | エパフロディタス・ランサム         | 1848年1月3日  | 1850年1月7日  | 民主党     |
| 8   | ジョン・S・バリー                  | 1850年1月7日  | 1852年1月1日  | 民主党     |
| 9   | ロバート・マクレランド             | 1852年1月1日  | 1853年3月7日  | 民主党     |
| 10  | アンドルー・パーソンズ             | 1853年3月8日  | 1855年1月3日  | 民主党     |
| 11  | キンスリー・ビンガム               | 1855年1月3日  | 1859年1月5日  | 共和党     |
| 12  | モーゼス・ウィズナー               | 1859年1月5日  | 1861年1月2日  | 共和党     |
| 13  | オースティン・ブレア               | 1861年1月2日  | 1865年1月3日  | 共和党     |
| 14  | ヘンリー・クラポー                 | 1865年1月3日  | 1869年1月6日  | 共和党     |
| 15  | ヘンリー・ボールドウィン           | 1869年1月6日  | 1873年1月1日  | 共和党     |
| 16  | ジョン・バグリー                   | 1873年1月1日  | 1877年1月3日  | 共和党     |
| 17  | チャールズ・クロズウェル           | 1877年1月3日  | 1881年1月1日  | 共和党     |
| 18  | デイヴィッド・ジェローム           | 1881年1月1日  | 1883年1月1日  | 共和党     |
| 19  | ジョサイア・ベゴール               | 1883年1月1日  | 1885年1月1日  | 民主党     |
| 20  | ラッセル・アルジャー               | 1885年1月1日  | 1887年1月1日  | 共和党     |
| 21  | サイラス・ルース                   | 1887年1月1日  | 1891年1月1日  | 共和党     |
| 22  | エドウィン・ワイナンズ             | 1891年1月1日  | 1893年1月1日  | 民主党     |
| 23  | ジョン・T・リッチ                  | 1893年1月1日  | 1897年1月1日  | 共和党     |
| 24  | ヘイズン・ピングリー               | 1897年1月1日  | 1901年1月1日  | 共和党     |
| 25  | アーロン・ブリス                   | 1901年1月1日  | 1905年1月1日  | 共和党     |
| 26  | フレッド・ワーナー                 | 1905年1月1日  | 1911年1月2日  | 共和党     |
| 27  | チェイス・オズボーン               | 1911年1月2日  | 1913年1月1日  | 共和党     |
| 28  | ウッドブリッジ・ネイサン・フェリス | 1913年1月1日  | 1917年1月1日  | 民主党     |
| 29  | アルバート・スリーパー             | 1917年1月1日  | 1921年1月1日  | 共和党     |
| 30  | アレックス・グロースベック         | 1921年1月1日  | 1927年1月1日  | 共和党     |
| 31  | フレッド・グリーン                 | 1927年1月1日  | 1931年1月1日  | 共和党     |
| 32  | ウィルバー・マリオン・ブルッカー   | 1931年1月1日  | 1933年1月1日  | 共和党     |
| 33  | ウィリアム・コムストック           | 1933年1月1日  | 1935年1月1日  | 民主党     |
| 34  | フランク・フィッツジェラルド       | 1935年1月1日  | 1937年1月1日  | 共和党     |
| 35  | フランク・マーフィー               | 1937年1月1日  | 1939年1月1日  | 民主党     |
| 36  | フランク・フィッツジェラルド       | 1939年1月1日  | 1939年3月16日 | 共和党     |
| 37  | ルーレン・ディキンソン             | 1939年3月16日 | 1941年1月1日  | 共和党     |
| 38  | マレイ・ヴァン・ワゴナー           | 1941年1月1日  | 1943年1月1日  | 民主党     |
| 39  | ハリー・ケリー                     | 1943年1月1日  | 1947年1月1日  | 共和党     |
| 40  | キム・シグラー                     | 1947年1月1日  | 1949年1月1日  | 共和党     |
| 41  | G・メネン・ウィリアムズ            | 1949年1月1日  | 1961年1月1日  | 民主党     |
| 42  | ジョン・スウェインソン             | 1961年1月1日  | 1963年1月1日  | 民主党     |
| 43  | ジョージ・ロムニー                 | 1963年1月1日  | 1969年1月22日 | 共和党     |
| 44  | ウィリアム・ミリケン               | 1969年1月22日 | 1983年1月1日  | 共和党     |
| 45  | ジェームズ・ブランチャード         | 1983年1月1日  | 1991年1月1日  | 民主党     |
| 46  | ジョン・エングラー                 | 1991年1月1日  | 2003年1月1日  | 共和党     |
| 47  | ジェニファー・グランホルム         | 2003年1月1日  | 2011年1月1日  | 民主党     |
| 48  | リック・スナイダー                 | 2011年1月1日  | 2019年1月1日  | 共和党     |
| 49  | グレッチェン・ホイットマー         | 2019年1月1日  | 現職          | 民主党     |